# Sadiq Khan
Sadiq Aman Khan (n. 8 octombrie 1970, Greater London, Anglia, Regatul Unit), este un politician laburist britanic, din 7 mai 2016 primar al Londrei.